# Aérodrome de Pont-Saint-Esprit
 (avril 2025).
Si vous disposez d'ouvrages ou d'articles de référence ou si vous connaissez des sites web de qualité traitant du thème abordé ici, merci de compléter l'article en donnant les références utiles à sa vérifiabilité et en les liant à la section « Notes et références ».
L'aérodrome de Pont-Saint-Esprit  (code OACI : LFND) était une plate-forme aéronautique du département de Vaucluse, bien que la ville de Pont-Saint-Esprit soit localisée dans le département du Gard. Il était implanté sur la commune de Lamotte-du-Rhône, de l'autre-côté du Rhône.

## Histoire
L'arrêté du 12 janvier 2011 portant fermeture de l'aérodrome de Pont-Saint-Esprit (Vaucluse) abroge le droit à la circulation aérienne sur l'aérodrome, officialisant ainsi sa fermeture.

## Situation
L'aérodrome était situé à 1 km au nord-est de Pont-Saint-Esprit.

## Infrastructures
L'aérodrome était doté d'une seule piste orientée 18/36 (QFU 181/001) de 950 m de long sur 60 m de large non revêtue.
L'aérodrome était agréé pour le VFR de nuit avec limitations (réservé aux utilisateurs basés ou agréé par la Délégation territoriale Provence.
Seul le ravitaillement en AVGAS 100LL. Il n'y avait ni douanes, ni police, mais un SSLIA (Service de Sauvetage et de Lutte contre l'Incendie des Aéronefs sur les aérodromes) niveau 1.
Pas de service de contrôle, le trafic s'effectuait sur la fréquence d'auto-information : 123.5 Mhz en dessous de 800ft at avec l'accord d'Orange Approche 118.925 si les zones d'Orange actives.
Le gestionnaire de l'aérodrome était  l'aéroclub Spiripontain-Jean Orial du nom de son fondateur.

## Rattachements
Pont-Saint-Esprit était un petit aérodrome ne disposant pas de services de la DGAC. Pour l'information aéronautique, la préparation des vols et le dépôt des plans de vol, il était rattaché au BRIA (Bureau Régional d'Information aéronautique) de l'aéroport Marseille-Provence.